# 格莱美奖最佳饶舌/演唱表演
格莱美奖最佳饶舌/演唱表演（2017年之前为格莱美奖最佳饶舌/演唱合作 (Best Rap/Sung Collaboration) ）是一项由格莱美奖颁发的荣誉，表彰对象为饶舌歌手和演唱歌手间合作歌曲的录制艺人。格莱美奖个别奖项的荣誉在每年的颁奖典礼上由美国國家錄音藝術科學學院所颁发，以“表彰唱片业中的艺术成就、技术熟练度以及整体杰出贡献，不考虑专辑销量或榜单排名”。
根据第52届格莱美奖所提出的奖项描述指南，该奖项表彰有着“通常不在一起表演的艺人的一次新的饶舌/演唱合作的表现”特征的艺人，而“有合作性质的艺人应当以客串艺人的形式被认知”。
美国歌手伊芙 (饒舌歌手)和格温·史蒂芬妮于2002年凭借《Let Me Blow Ya Mind》赢得了该奖项的首座奖杯。这对组合于2006年凭借《Rich Girl》被再度提名。美国饶舌歌手Jay Z在该奖项上赢得了七座奖杯，其中有四次以主要艺人的身份、三次以客串艺人的身份；他同时以其它三首歌曲被提名。蕾哈娜是在该奖项上赢得次数最多的女艺人，她被提名七次，并赢得了其中的四座奖杯。T-Pain是在该奖项上未获奖却收到最多提名的艺人，共计五次。
2017年后，该奖项更名为“最佳饶舌/演唱表演”。独唱歌曲的录制不再被包括在外，“通过扩大奖项范围，超出饶舌歌手和演唱歌手的界定，而包含那些将饶舌和演唱界线模糊的独唱艺人的形式来代表饶舌音乐的当今现状和未来的发展”。

## 获奖者

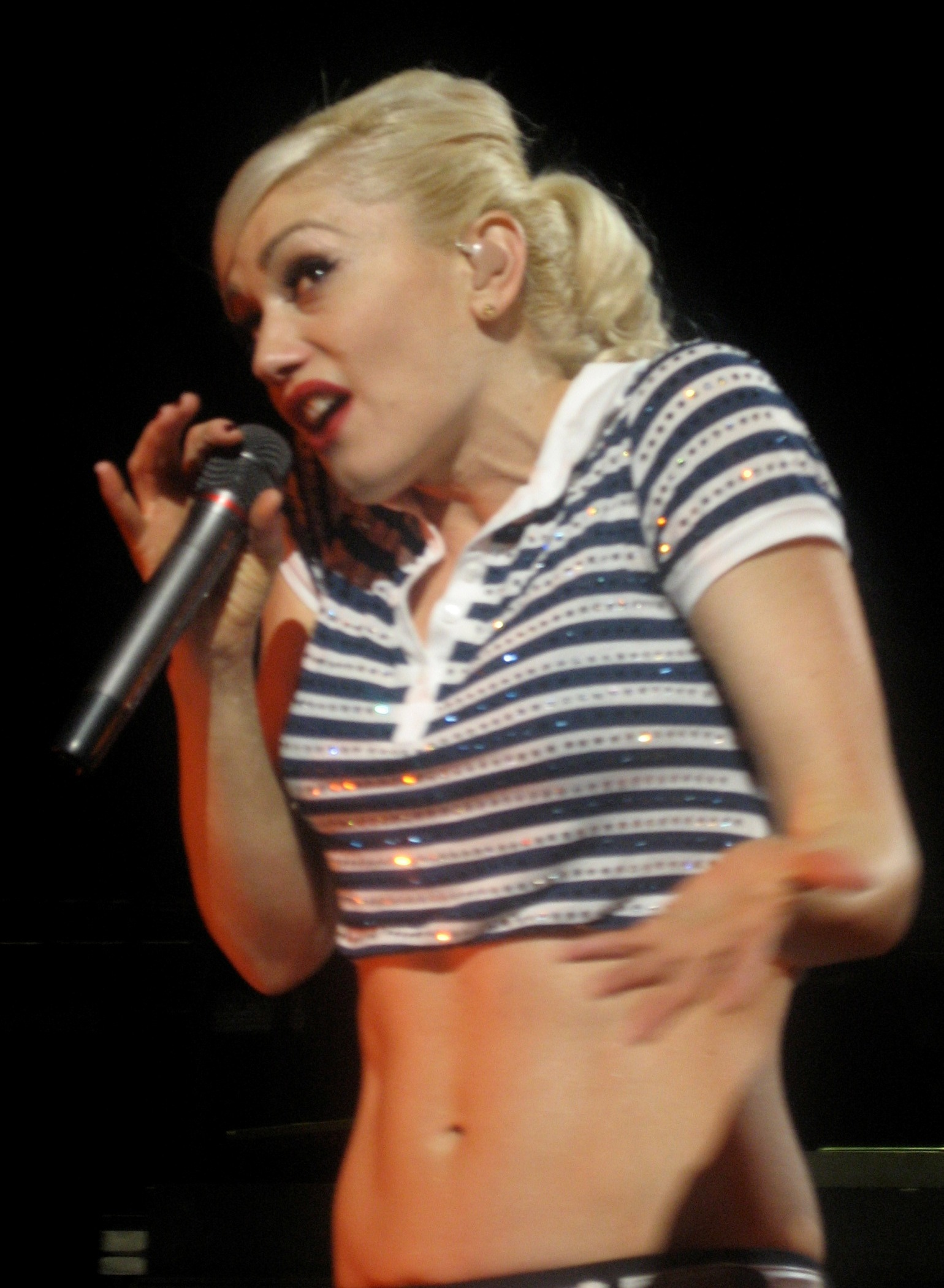
首届获奖者格温·史蒂芬妮

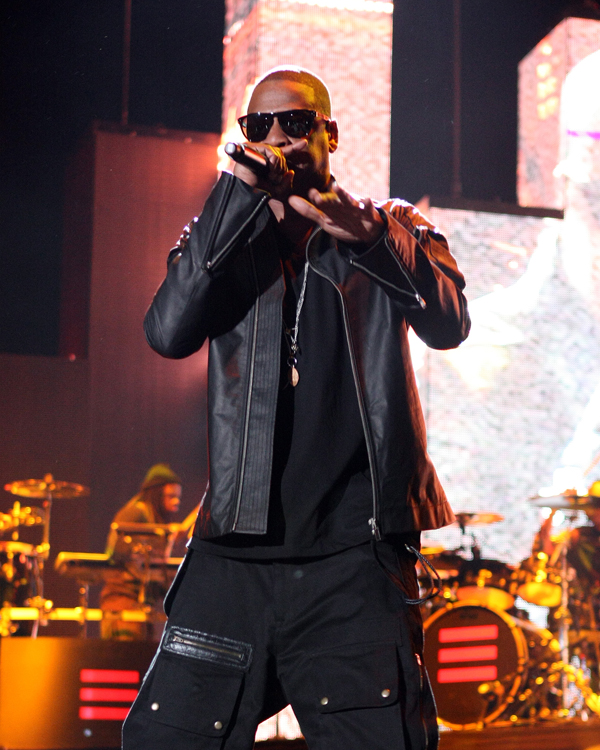
七次获奖者Jay Z

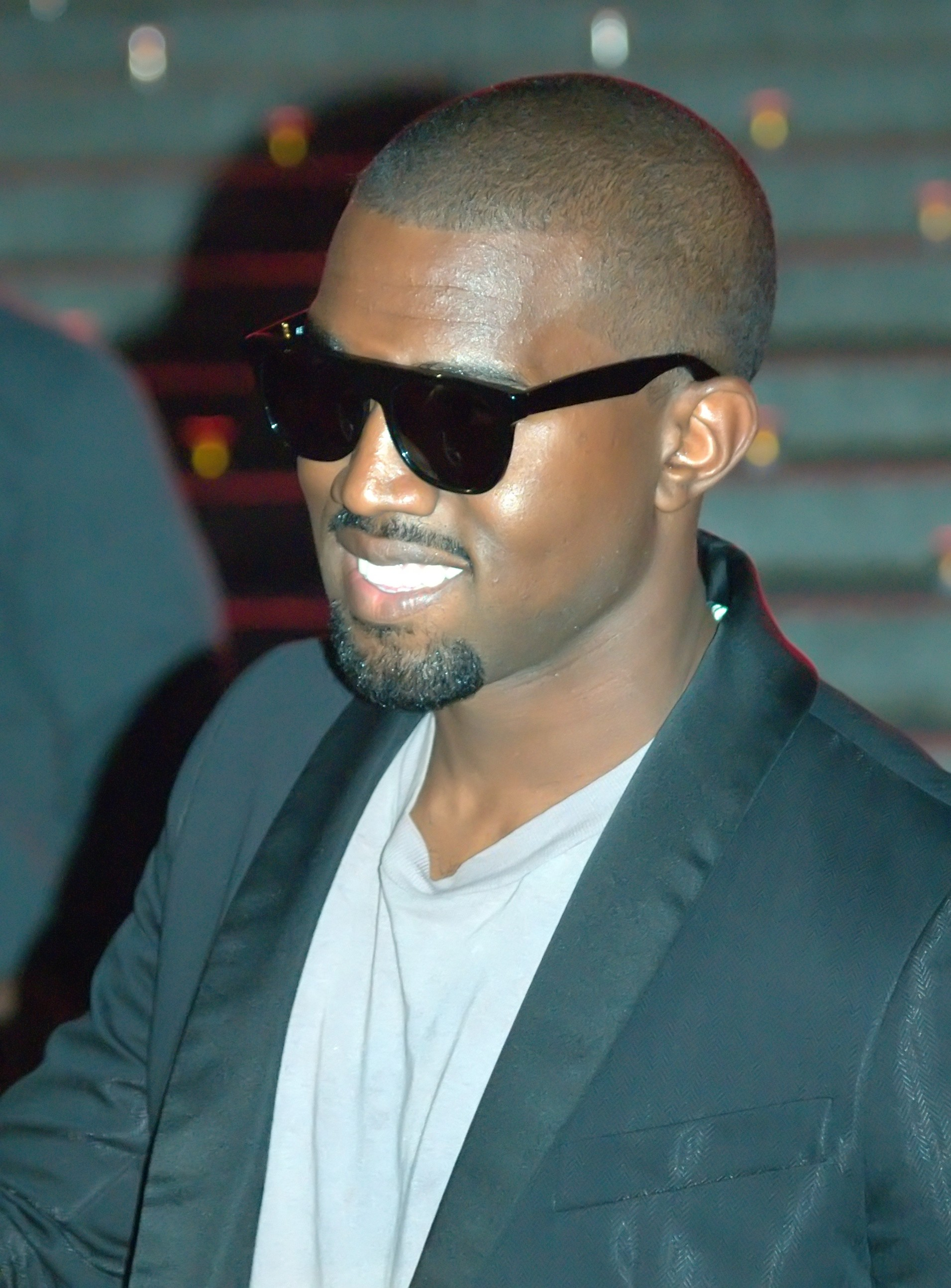
四次获奖者坎耶·韦斯特

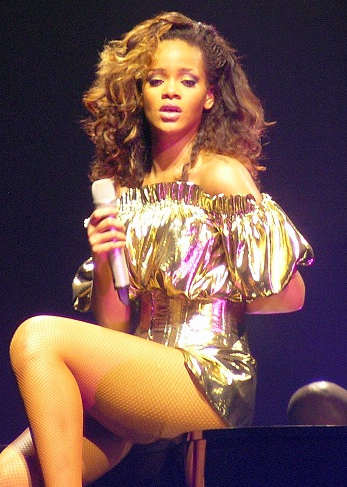
四次获奖者蕾哈娜

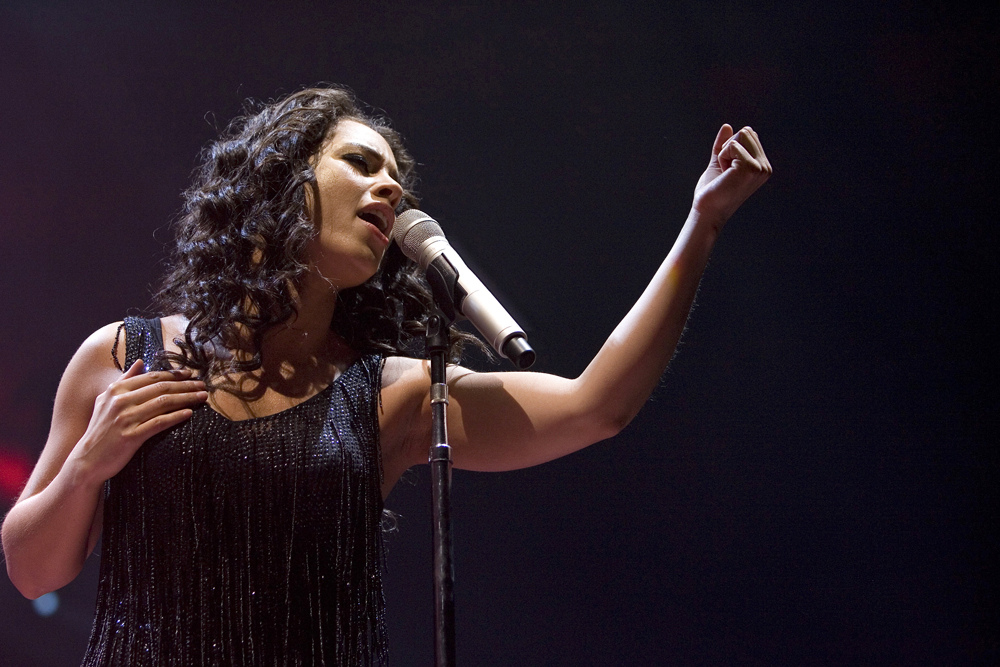
2011年获奖者艾莉西亚·凯斯

| 年份[I] | 表演艺人                                              | 作品                    | 提名者 | 参考   |
| ------- | ----------------------------------------------------- | ----------------------- | --- | ------ |
| 2002    | 伊芙（伴唱：格温·史蒂芬妮）                           | 《Let Me Blow Ya Mind》 | - 杰·鲁（伴唱：凯斯） – 《Livin' It Up》 - 锯齿边缘（伴唱：尼力） – 《Where the Party At》 - 卢达克里斯（伴唱：奈特狗狗） – 《Area Codes》 - Mystic（伴唱：Planet Asia） – 《W》                                                              | [ 4 ]  |
| 2003    | 尼力（伴唱：凯莉·罗兰）                               | 《左右为难》            | - Fat Joe（伴唱：亚香缇） – 《What's Luv?》 - 杰·鲁（伴唱：亚香缇） – 《Always on Time》 - 起毛始祖（伴唱：安东尼·汉尔顿） – 《Po' Folks》 - 贾斯汀·汀布莱克（伴唱：双弹夹乐团） – 《Like I Love You》                                        | [ 5 ]  |
| 2004    | 碧昂斯（伴唱：Jay-Z）                                 | 《疯狂爱恋》            | - 黑眼豆豆（伴唱：贾斯汀·汀布莱克） – 《爱在哪里？》 - LL Cool J （伴唱：Marc Dorsey） – 《Luv U Better》 - 史努比狗狗 （伴唱：法瑞尔和Uncle Charlie Wilson） – 《Beautiful》 - 法瑞尔（伴唱：Jay-Z） – 《勇敢面对》                          | [ 6 ]  |
| 2005    | 亚瑟小子（伴唱：卢达克里斯和Lil Jon）                 | 《耶！》                | - 坎耶·韦斯特（伴唱：席琳娜·约翰逊） – 《All Falls Down》 - 克里斯蒂娜·米莲（伴唱：神奇小子） – 《Dip It Low》 - 贾达基斯（伴唱：安东尼·汉尔顿） – 《Why》 - Twista（伴唱：杰米·福克斯和坎耶·韦斯特） – 《Slow Jamz》                         | [ 7 ]  |
| 2006    | 林肯公园和Jay-Z                                       | 《Numb/Encore》         | - 格温·史蒂芬妮（伴唱：伊芙 (饒舌歌手)） – 《拜金女孩》 - 天命真女（伴唱：T.I.和李尔·韦恩） – 《真爱斗士》 - 凡夫俗子（伴唱：约翰·传奇和坎耶·韦斯特） – 《They Say》 - 席亚拉（伴唱：密西·艾莉特） – 《一、二跳》                             | [ 8 ]  |
| 2007    | 贾斯汀·汀布莱克（伴唱：T.I.）                         | 《我的爱》              | - 阿肯（伴唱：埃米纳姆） – 《Smack That》 - 碧昂斯（伴唱：Jay-Z） – 《似曾相识》 - 埃米纳姆（伴唱：奈特狗狗） – 《摇下去》 - 杰米·福克斯（伴唱：卢达克里斯） – 《惊天动地》                                                                   | [ 9 ]  |
| 2008    | 蕾哈娜（伴唱：Jay-Z）                                 | 《小雨伞》              | - 克里斯·布朗（伴唱：T-Pain） – 《Kiss Kiss》 - 阿肯（伴唱：史努比狗狗） – 《好好爱你》 - 凯西亚·科尔（伴唱：Lil' Kim和密西·艾莉特） – 《放手》 - 坎耶·韦斯特（伴唱：T-Pain） – 《美好生活》                                                  | [ 10 ] |
| 2009    | 艾丝黛儿（伴唱：坎耶·韦斯特）                         | 《美国男孩》            | - 佛罗·里达（伴唱：T-Pain） – 《Low》 - 约翰·传奇（伴唱：André 3000） – 《Green Light》 - 李尔·韦恩（伴唱：T-Pain） – 《Got Money》 - 卢普·菲亚斯科（伴唱：Matthew Santos） – 《Superstar》                                                   | [ 11 ] |
| 2010    | Jay-Z（伴唱：蕾哈娜和坎耶·韦斯特）                    | 《Run This Town》       | - 碧昂斯（伴唱：坎耶·韦斯特） – 《玩美自信》 - 凯莉·希尔森（伴唱：坎耶·韦斯特和尼欧 – 《爱如何征服你》 - 寂寞孤岛乐团（伴唱：T-Pain） – 《I'm on a Boat》 - T.I.（伴唱：贾斯汀·汀布莱克） – 《Dead and Gone》                                 | [ 12 ] |
| 2011    | Jay-Z（伴唱：艾莉西亚·凯斯）                          | 《帝国之心》            | - B.o.B（伴唱：布鲁诺·马尔斯） – 《Nothin' on You》 - 克里斯·布朗（伴唱：Tyga和Kevin McCall） – 《Deuces》 - 埃米纳姆（伴唱：蕾哈娜） – 《喜欢你说谎的样子》 - 约翰·传奇（伴唱：扎根合唱团、Melanie Fiona和凡夫俗子） – 《Wake Up Everybody》 | [ 13 ] |
| 2012    | 坎耶·韦斯特、蕾哈娜、Kid Cudi和菲姬                   | 《所有的光芒》          | - 碧昂斯和André 3000 – 《私人派对》 - DJ卡利、德雷克、瑞克·罗斯和李尔·韦恩 – 《I'm On One》 - 德瑞博士、埃米纳姆和斯盖拉·格蕾 – 《I Need a Doctor》 - 蕾哈娜和德雷克 – 《我是谁》 - 凯莉·罗兰和李尔·韦恩 – 《Motivation》                     | [ 14 ] |
| 2013    | Jay-Z、坎耶·韦斯特、弗兰克·奥申和The-Dream            | 《信仰荒漠》            | - 佛罗·里达和希雅 – 《狂野嘻哈佬》 - 约翰·传奇和卢达克里斯 – 《Tonight (Best You Ever Had)》 - 纳斯和艾米·怀恩豪斯 – 《Cherry Wine》 - 蕾哈娜和Jay-Z – 《娜样说》                                                                             | [ 15 ] |
| 2014    | Jay Z和贾斯汀·汀布莱克                                | 《圣杯》                | - J·科尔和米格尔 – 《Power Trip》 - Jay-Z和碧昂斯 – 《二部曲》 - 肯德里克·拉马尔和玛丽·J·布莱姬 – 《Now or Never》 - 维兹·卡利法和威肯 – 《Remember You》                                                                                     | [ 16 ] |
| 2015    | 埃米纳姆（伴唱：蕾哈娜）                              | 《怪兽》                | - 凡夫俗子（伴唱：Jhené Aiko） – 《Blak Majik》 - ILoveMakonnen（伴唱：德雷克） – 《Tuesday》 - Schoolboy Q（伴唱：BJ the Chicago Kid） – 《Studio》 - 坎耶·韦斯特（伴唱：查理·威尔逊） – 《Bound 2》                                         | [ 17 ] |
| 2016    | 肯德里克·拉马尔（伴唱：Bilal、Anna Wise和Thundercat） | 《心墙》                | - 大肖恩（伴唱：坎耶·韦斯特和约翰·传奇） – 《One Man Can Change the World》 - 凡夫俗子和约翰·传奇 – 《荣耀》 - Jidenna（伴唱：Roman GianArthur） – 《Classic Man》 - 妮琪·米娜（伴唱：德雷克、李尔·韦恩和克里斯·布朗） – 《Only》             | [ 18 ] |
| 2017    | Drake                                                 | 《熱線響起》            | - 碧昂絲（伴唱：肯德里克·拉马尔）–《Freedom》 - DRAM（伴唱：利尔·亚蒂 – 《Broccoli》 - 肯伊·威斯特（伴唱：饶舌者钱斯、凯莉·普莱斯、柯克·富兰克林和The-Dream）–《Ultralight Beam》 - 肯伊·威斯特（伴唱：蕾哈娜） – 《Famous》                  | [ 19 ] |
| 2018    | 肯德里克·拉马尔（伴唱：蕾哈娜）                       | 《Loyalty》             | - 6lack – 《Prblms》 - GoldLink（伴唱：布伦特·法亚兹和Shy Glizzy – 《Crew》 - Jay-Z（伴唱：碧昂絲）–《Family Feud》 - 诗莎（伴唱：特拉维斯·斯科特） –《Love Galore》                                                                          | [ 20 ] |
| 2019    | 唐納·葛洛佛                                           | 《This Is America》     | - 克莉絲汀·阿奎萊拉（伴唱：GoldLink）– 《Like I Do》 - 6LACK（伴唱：J·科尔）–《Pretty Little Fears》 - 肯德里克·拉马尔、诗莎 –《All the Stars》 - 波兹·马龙（伴唱：21·萨维奇）–《Rockstar》                                                   | [ 21 ] |
| 2020    | DJ卡利（伴唱：尼普西·哈塞尔和約翰·傳奇                | 《Higher》              | - 利尔·贝比、甘纳 – 《Drip Too Hard》 - 利尔·纳斯·X – 《Panini》 - DJ马斯塔德（伴唱：罗迪·里奇）–《Ballin'》 - 扬·萨格（伴唱：J·科尔和特拉维斯·斯科特 –《The London》                                                                         | [ 22 ] |
| 2021    | 安德森·派克                                           | 《Lockdown》            | - DaBaby（伴唱：罗迪·里奇）– 《ROCKSTAR》 - 德雷克（伴唱：小杜克）– 《Laugh Now Cry Later》 - 罗迪·里奇 – 《The Box》 - 特拉维斯·斯科特 – 《Highest in the Room》                                                                             |        |
| 2022    | 肯伊·威斯特（伴唱：威肯和利尔·贝比）                  | 《Hurricane》           | - J·科尔（伴唱：利尔·贝比）– 《Pride Is the Devil》 - Doja Cat – 《Need to Know》 - 利尔·纳斯·X（伴唱：傑克·哈洛）– 《Industry Baby》 - 造物主泰勒（伴唱：YoungBoy Never Broke Again和Ty Dolla $ign） – 《WusYaName》                         | [ 23 ] |
| 2023    | 未来小子（伴唱：德雷克和提姆斯）                      | 《Wait for U》          | - DJ卡利（伴唱：未来小子和诗莎）–《Beautiful》 - 傑克·哈洛 –《First Class》 - 肯德里克·拉马尔（伴唱：Blxst和阿曼達·瑞佛）–《Die Hard》 - 拉托 –《Big Energy (Live)》                                                                          | [ 24 ] |
| 2024    | Lil Durk（伴唱：J. Cole）                             | 《All My Life》         | - 伯納男孩（伴唱：21·萨维奇）–《Sittin' on Top of the World》 - Doja Cat –《Attention》 - 德雷克和21·萨维奇 –《Spin Bout U》 - 诗莎 –《Low》                                                                                                  | [ 25 ] |
| 2025    | Rapsody（伴唱：Erykah Badu）                          | 《3:AM》                | - 乔丹·阿德通吉（伴唱：柯兰尼）– 《Kehlani》 - 碧昂絲、琳达·马特尔、Shaboozey – 《Spaghettii》 - 未来小子、梅特罗·布明、威肯 – 《We Still Don't Trust You》 - Latto – 《Big Mama》                                                            | [ 26 ] |

^[I]  每年的链接指向该年举办的格莱美奖相关條目。